# Nacionalni park Mljet
Nacionalni park Mljet este o arie protejată (arie specială de conservare — SAC, sit de importanță comunitară — SCI) din Croația întinsă pe o suprafață de 5.287,53 ha, integral pe uscat.

## Localizare
Centrul sitului Nacionalni park Mljet este situat la coordonatele 42°46′46″N 17°23′04″E / 42.779405°N 17.384435°E.

## Înființare
Situl Nacionalni park Mljet a fost declarat sit de importanță comunitară în iulie 2013 pentru a proteja 4 specii de animale. Situl a fost protejat și ca arie specială de conservare în septembrie 2019.

## Biodiversitate
Situată în ecoregiunile marină mediteraneană și mediteraneană, aria protejată conține 15 habitate naturale: Tufărișuri termo-mediteraneene și de pre-deșert, Păduri de pin mediteraneene cu pini mezogeni endemici, Lagune de coastă, Peșteri marine scufundate complet sau parțial, Peșteri inaccesibile publicului, Straturi cu Posidonia (Posidonion oceanicae), Recifuri, Faleze cu vegetație de Limonium spp. endemic de pe coastele mediteraneene, Iazuri temporare mediteraneene, Matorral arborescenți cu Juniperus spp., Pseudostepă cu ierburi și specii anuale de Thero-Brachypodietea, Pante stâncoase calcaroase cu vegetație casmofită, Păduri de Quercus ilex și Quercus rotundifolia, Golfuri mici largi și golfuri puțin adânci, Păduri de Olea și Ceratonia.
La baza desemnării sitului se află mai multe specii protejate:
- mamifere (2): liliacul mare cu potcoavă (Rhinolophus ferrumequinum), liliacul mic cu potcoavă (Rhinolophus hipposideros)
- nevertebrate (1): rădașcă (Lucanus cervus)
- reptile (1): țestoasă bănățeană (Testudo hermanni)

Pe lângă speciile protejate, pe teritoriul sitului au mai fost identificate 1 specie de plante, 1 specie de nevertebrate.